# Linda Ferga
Linda Ferga-Khodadin, née le 24 décembre 1976 à Paris, est une athlète française spécialiste du 100 mètres haies et du saut en longueur.

## Palmarès

### Jeux olympiques d'été
- Jeux olympiques d'été de 2000 à Sydney ( Australie)
  - 7e sur 100 m haies
- Jeux olympiques d'été de 2004 à Athènes ( Grèce)
  - éliminée en qualifications du 100 m haies

### Championnats du monde d'athlétisme
- Championnats du monde d'athlétisme de 1997 à Athènes ( Grèce)
  - éliminée en qualifications du saut en longueur
- Championnats du monde d'athlétisme de 2001 à Edmonton ( Canada)
  - 7e sur 100 m haies
- Championnats du monde d'athlétisme de 2003 à Paris ( France)
  - éliminée en qualifications du 100 m haies
- Championnats du monde d'athlétisme de 2005 à Helsinki ( Finlande)
  - éliminée en qualifications du 100 m haies

### Championnats du monde d'athlétisme en salle
- Championnats du monde d'athlétisme en salle de 1997 à Paris ( France)
  - 11e au saut en longueur
- Championnats du monde d'athlétisme en salle de 1999 à Maebashi ( Japon)
  - 5e sur 60 m haies
- Championnats du monde d'athlétisme en salle de 2001 à Lisbonne ( Portugal)
  - 6e sur 60 m haies
- Championnats du monde d'athlétisme en salle de 2003 à Birmingham ( Royaume-Uni)
  - 5e sur 60 m haies
- Championnats du monde d'athlétisme en salle de 2004 à Budapest ( Hongrie)
  -  Médaille de bronze sur 60 m haies

### Championnats d'Europe d'athlétisme
- Championnats d'Europe d'athlétisme de 1998 à Budapest ( Hongrie)
  - 8e sur 100 m haies
  - 7e au saut en longueur
- Championnats d'Europe d'athlétisme de 2002 à Munich ( Allemagne)
  - éliminée en demi-finales du 100 m haies

### Championnats d'Europe d'athlétisme en salle
- Championnats d'Europe d'athlétisme en salle de 1998 à Valence ( Espagne)
  -  Médaille de bronze au saut en longueur
- Championnats d'Europe d'athlétisme en salle de 2000 à Gand ( Belgique)
  -  Médaille d'or sur 60 m haies
- Championnats d'Europe d'athlétisme en salle de 2002 à Vienne ( Autriche)
  -  Médaille d'or sur 60 m haies
- Championnats d'Europe d'athlétisme en salle de 2005 à Madrid ( Espagne)
  - éliminée en demi-finales sur 60 m

### Championnats de France d'athlétisme
- Championne de France du 100 mètres haies en 2005 (12 s 66)